# S-G-P Flamingo
Die S-G-P M.222 Flamingo war ein zweimotoriges Leichtflugzeug des österreichischen Herstellers Simmering-Graz-Pauker (SGP).

## Geschichte
Die viersitzige Maschine wurde vom staatlichen Maschinenbaukonzern SGP im Raxwerk in Wiener Neustadt gebaut, einzelne Teile lieferte das Werk Lokomotivfabrik Floridsdorf zu. Es war der Versuch des Unternehmens unter seinem Generaldirektor Dipl.-Ing. Otto Rieger, die nach dem Zweiten Weltkrieg darniederliegende und traditionsreiche österreichische Flugzeugindustrie (siehe Oeffag und Wiener Neustädter Flugzeugwerke) wieder zu beleben.
Im Jahr 1957 begann die Entwicklung, der Linzer Flugzeug-Konstrukteur Ing. Erich Meindl wurde dafür eigens als Oberkonstrukteur bei SGP eingestellt. Die Flamingo hatte ihren Erstflug am 6. Mai 1959 und wurde am 9. Mai 1959 am Flughafen Aspern das erste Mal der Öffentlichkeit vorgestellt (Kennzeichen: OE-VEA). Kurz darauf flog die Maschine bereits zum Luftfahrtsalon 1959 nach Paris, wo die internationale Fachpresse die gute Linienführung des Flugzeugs lobte. Am 2. August kam es zu einem Absturz der Maschine während eines Kurvenfluges im Zuge Landeanfluges mit nur einem Motor, wobei Pilot Stefl und SGP-Mechaniker Schwingenschlögl ums Leben kamen. Da die Ursache eindeutig menschliches Versagen war, wurden dennoch weitere Prototypen in Auftrag gegeben.
Ein zweiter Prototyp folgte 1960, ein weiterer 1962. Für den Export in die USA wurde das Flugzeug technisch und optisch überarbeitet, wobei dafür der Segelflug-Konstrukteur Rüdiger Kurz engagiert wurde. Der so neugestaltete Prototyp SGP 222 VS wurde am 15. Februar 1964 vom Österreichischen Luftfahrtsamt genehmigt und erhielt am 3. März die US-Typengenehmigung durch die FAA.
Kurz bevor die Type in Serienfertigung gehen konnte, kam es bei SGP zu einem Führungswechsel. Die neue Firmenleitung beschloss umgehend, den verlustbringenden Bereich Flugzeugfertigung zu liquidieren. Sämtliche Prototypen wurden daraufhin verschrottet.
Im Technischen Museum Wien sowie im Flugmuseum Aviaticum in Wiener Neustadt sind Modelle der Flamingo ausgestellt.

## Konstruktion
Die Flamingo war eine Mischkonstruktion, die aus hölzernen Laminarflügeln, einem Stahlrohrrumpf und einer Rumpfhaut aus Leichtmetall und laminiertem Kunststoff bestand. Sie besaß ein einziehbares Fahrwerk mit Bugrad.

## Technische Daten
| Kenngröße             | Daten                                       |
| --------------------- | ------------------------------------------- |
| Besatzung             | 1                                           |
| Passagiere            | 3                                           |
| Länge                 | 8,70 m                                      |
| Spannweite            | 11,00 m                                     |
| Höhe                  | 3,15 m                                      |
| Leermasse             | 1050 kg                                     |
| Startmasse            | 1750 kg                                     |
| Reisegeschwindigkeit  | 270 km/h                                    |
| Höchstgeschwindigkeit | 300 km/h                                    |
| Dienstgipfelhöhe      | 6400 m                                      |
| Reichweite            | 1200 km                                     |
| Triebwerke            | 2 × Lycoming O-320-A mit je 110 kW (150 PS) |